# 벚나무가 되리
〈벚나무가 되리〉(일본어: 桜の木になろう 사쿠라노 키니 나로오[*])는 일본의 아이돌 AKB48의 20번째 싱글이다. 2011년 2월 16일에 발매됐다.
오리콘 연간 5위(등장회수 31주), 싱글트랙 다운로드 더블 플래티넘(50만 DL 이상), CD렌탈 연간 7위, 유튜브 조회수 약 800만, 빌보드재팬 핫100 연간 4위

## 수록곡

### 타입 A
전체 작사: 아키모토 야스시
| #  | 제목                                                           | 작곡              | 재생 시간 |
| -- | -------------------------------------------------------------- | ----------------- | --------- |
| 1. | 〈사쿠라노 키니 나로〉 (桜の木になろう 벚꽃 나무가 되리[*])    | 이노우에 요시마사 | 3:57      |
| 2. | 〈구젠노 주지로〉 (偶然の十字路 우연의 교차로[*])              |                   | 3:44      |
| 3. | 〈키스마데 100마이루〉 (キスまで100マイル 키스까지 100마일[*]) |                   | 4:10      |
| 4. | 〈사쿠라노 키니 나로 (Off Vocal Ver.)〉                        |                   |           |
| 5. | 〈구젠노 주지로 (Off Vocal Ver.)〉                             |                   |           |
| 6. | 〈키스마데 100마이루 (Off Vocal Ver.)〉                        |                   |           |

| #  | 제목                                      | 재생 시간 |
| -- | ----------------------------------------- | --------- |
| 1. | 〈사쿠라노 키니 나로 (뮤직 비디오)〉      | 3:57      |
| 2. | 〈구젠노 주지로 (뮤직 비디오)〉           |           |
| 3. | 〈키스마데 100마이루 (뮤직 비디오)〉      |           |
| 4. | 〈특전 영상 '가치 사복 패션 쇼'(Type-A)〉 |           |

### 타입 B
전체 작사: 아키모토 야스시
| #  | 제목                                                        | 작곡              | 재생 시간 |
| -- | ----------------------------------------------------------- | ----------------- | --------- |
| 1. | 〈사쿠라노 키니 나로〉 (桜の木になろう 벚꽃 나무가 되리[*]) | 이노우에 요시마사 |           |
| 2. | 〈구젠노 주지로〉 (偶然の十字路 우연의 교차로[*])           |                   |           |
| 3. | 〈Area K〉                                                  |                   |           |
| 4. | 〈사쿠라노 키니 나로 (Off Vocal Ver.)〉                     |                   |           |
| 5. | 〈구젠노 주지로 (Off Vocal Ver.)〉                          |                   |           |
| 6. | 〈Area K (Off Vocal Ver.)〉                                 |                   |           |

| #  | 제목                                      | 재생 시간 |
| -- | ----------------------------------------- | --------- |
| 1. | 〈사쿠라노 키니 나로 (뮤직 비디오)〉      |           |
| 2. | 〈구젠노 주지로 (뮤직 비디오)〉           |           |
| 3. | 〈Area K (뮤직 비디오)〉                  |           |
| 4. | 〈특전 영상 '가치 사복 패션 쇼'(Type-B)〉 |           |

### 극장반
전체 작사: 아키모토 야스시
| #  | 제목                                                        | 작곡              | 재생 시간 |
| -- | ----------------------------------------------------------- | ----------------- | --------- |
| 1. | 〈사쿠라노 키니 나로〉 (桜の木になろう 벚꽃 나무가 되리[*]) | 이노우에 요시마사 |           |
| 2. | 〈구젠노 주지로〉 (偶然の十字路 우연의 교차로[*])           |                   |           |
| 3. | 〈오곤 센터〉 (黃金センター 황금 센터[*])                   |                   | 3:51      |
| 4. | 〈사쿠라노 키니 나로 (Off Vocal Ver.)〉                     |                   |           |
| 5. | 〈구젠노 주지로 (Off Vocal Ver.)〉                          |                   |           |
| 6. | 〈오곤 센터 (Off Vocal Ver.)〉                              |                   |           |

## 선발 멤버
선발 팀은 출시 시점
이번 작품에서는 AKB48의 전 멤버가 CD에 참여하고 있다. 또한 자매 유닛 SKE48에서 7명이 CD에 참여하고 있다.

### 〈사쿠라노 키니나로〉
- AKB48:코지마 하루나, 사시하라 리노, 시노다 마리코, 타카죠 아키, 타카하시 미나미, 마에다 아츠코, 이타노 토모미, 오오시마 유코, 미네기시 미나미, 미야자와 사에, 카사이 토모미, 카시와기 유키, 키타하라 리에, 와타나베 마유
- SKE48:마츠이 레나, 마츠이 쥬리나

### 〈구젠노 주지로〉
「언더 걸즈」명의
(센터 : 요코야마 유이, 키모토 카논)
- AKB48:오오타 아이카, 나카가와 하루카, 마에다 아미, 우치다 마유미, 키쿠치 아야카, 니토 모에노, 후지에 레이나, 요코야마 유이, 이시다 하루카, 오쿠 마나미(마지막 싱글), 코모리 미카, 사토 스미레, 미야자키 미호
- SKE48:오야 마사나, 야가미 쿠미, 다카야나기 아카네, 키모토 카논

### 〈키스마데 100마이루〉
「MINT」명의
- AKB48:카타야마 하루카, 마에다 아쓰코, 니토 모에노, 마츠이 사키코, 카사이 토모미

### 〈Area K〉
「디바」 명의
- AKB48:이와사 미사키, 오오야 시즈카, 쿠라모치 아스카, 나카타 치사토, 나카야 사야카, 마츠바라 나츠미, 아키모토 사야카, 우메다 아야카, 타나베 미쿠, 나츠카 토모미, 노나카 미사토, 요네자와 루미, 코바야시 카나, 사토 아미나, 사토 나츠키, 스즈키 마리야, 치카노 리나, 히라지마 나츠미, 마스다 유카

### 〈오곤 센터〉
「연구생」 명의
- AKB48:오오바 미나, 시마자키 하루카, 시마다 하루카, 타케우치 미유, 나가오 마리야, 나카무라 마리코, 모리 안나, 야마구치 스즈란, 아베 마리야, 이즈타 리나, 이치카와 미오리, 이리야마 안나, 카토 레나, 카나자와 유키, 코바야시 마리나, 나카마타 시오리, 후지에 레이나, 우시쿠바 사라, 카와이 레나, 코지마 나츠키, 스즈키 시호리, 나토리 와카나, 모리카와 아야카, 야마구치 나우

## 차트 순위
| 해제            | 오리콘의 싱글 차트 | 피크 위치 | 데뷔 판매 (부) | 판매 총 (부) |
| --------------- | ------------------ | --------- | -------------- | ------------ |
| 2011년 2월 16일 | 데일리 차트        | 1         | 655,344        |              |
| 2011년 2월 16일 | 주간 차트          | 1         | 942,479        | 1,079,460    |
| 2011년 2월 16일 | 월간 차트          | 1         | 997,633        |              |